# Capasa imbutaria
Capasa imbutaria är en fjärilsart som beskrevs av Walker 1866. Capasa imbutaria ingår i släktet Capasa och familjen mätare. Inga underarter finns listade i Catalogue of Life.